# Neosympherobius cinereus
Neosympherobius cinereus är en insektsart som beskrevs av Douglas E. Kimmins 1929. Neosympherobius cinereus ingår i släktet Neosympherobius och familjen florsländor. Inga underarter finns listade i Catalogue of Life.